# Empoasca foxi
Empoasca foxi är en insektsart som beskrevs av Ross och Cunningham 1960. Empoasca foxi ingår i släktet Empoasca och familjen dvärgstritar. Inga underarter finns listade i Catalogue of Life.